# ファイエット郡 (アイオワ州)
ファイエット郡（英: Fayette County）は、アメリカ合衆国アイオワ州の北東部に位置する郡である。2010年国勢調査での人口は20,880人であり、2000年の22,008人から5.1％減少した。人口では州内で第7位の郡である。郡庁所在地はウェストユニオン市（人口2,486人）であり、同郡で人口最大の都市はでエールワイン市（人口6,415人）ある。

## 歴史
ファイエット郡は1837年に設立され、郡名はフランスの軍人かつ政治家で、1777年にアメリカに渡ってアメリカ独立戦争を戦い、大陸軍の少将になったラファイエット侯爵にちなんで名付けられた。

## 地理
アメリカ合衆国国勢調査局に拠れば、郡域全面積は731.45平方マイル（1,894.5km2）であり、このうち陸地は730.92平方マイル (1,893.1km2）、水域は0.52平方マイル（1.3km2）で、水域率は0.07％である。

### 主要高規格道路
| - アメリカ国道18号線 - アイオワ州道3号線 - アイオワ州道56号線 - アイオワ州道93号線 | - アイオワ州道150号線 - アイオワ州道187号線 - アイオワ州道281号線 |

### 隣接する郡
- アラマキー郡 - 北東
- ブラックホーク郡 - 南西
- ブキャナン郡 - 南
- ブレマー郡 - 西
- チカソー郡 - 北西
- クレイトン郡 - 東
- デラウェア郡 - 南東
- ウィネシーク郡 - 北

## 人口動態

### 2010年国勢調査
以下は2010年国勢調査による人口統計データである。
基礎データ
- 人口: 20,880人
- 人口密度: 11人/km2（29人/mi2）
- 住居数: 9,558軒
- 使用住居: 8,634軒[6]

### 2000年国勢調査

2000人口ピラミッド

以下は2000年国勢調査による人口統計データである。
| 基礎データ - 人口: 22,008人 - 世帯数: 8,778 世帯 - 家族数: 5,951 家族 - 人口密度: 12人/km2（30人/mi2） - 住居数: 9,505軒 - 住居密度: 5軒/km2（13軒/mi2） 人種別人口構成 - 白人: 97.71% - アフリカン・アメリカン: 0.53% - ネイティブ・アメリカン: 0.13% - アジア人: 0.40% - 太平洋諸島系: 0.03% - その他の人種: 0.43% - 混血: 0.77% - ヒスパニック・ラテン系: 1.50% 年齢別人口構成 - 18歳未満: 25.0% - 18-24歳: 8.6% - 25-44歳: 24.9% - 45-64歳: 22.4% - 65歳以上: 19.0% - 年齢の中央値: 39歳 - 性比（女性100人あたり男性の人口） - 総人口: 97.5 - 18歳以上: 95.1 | 世帯と家族（対世帯数） - 18歳未満の子供がいる: 30.4% - 結婚・同居している夫婦: 56.8% - 未婚・離婚・死別女性が世帯主: 7.4% - 非家族世帯: 32.2% - 単身世帯: 28.2% - 65歳以上の老人1人暮らし: 15.0% - 平均構成人数 - 世帯: 2.41人 - 家族: 2.96人 収入と家計 - 収入の中央値 - 世帯: 32,453米ドル - 家族: 39,960米ドル - 性別 - 男性: 27,493米ドル - 女性: 20,099米ドル - 人口1人あたり収入: 17,271米ドル - 貧困線以下 - 対人口: 10.8% - 対家族数: 8.2% - 18歳未満: 12.3% - 65歳以上: 12.0% |

## 都市と町
| - エールワイン - ウェストユニオン - 郡庁所在地 - アーリントン - クラーモント - エルジン - ファイエット - フェアバンク | - ホーキー - メイナード - ランダリア - セントルーカス - スタンリー - ワデナ - ウォーコマ - ウェストゲイト |

### その他の町
- アルファ
- ドナン
- オラン

### 郡区
ファイエット郡は20の郡区に分割されている
| - オーバーン郡区 - バンクス郡区 - ベセル郡区 - センター郡区 - クラーモント郡区 | - ドーバー郡区 - エデン郡区 - フェアフィールド郡区 - フレモント郡区 - ハーラン郡区 | - イリリア郡区 - ジェファーソン郡区 - オラン郡区 - プレザントバレー郡区 - パットナム郡区 | - スコット郡区 - スミスフィールド郡区 - ユニオン郡区 - ウェストフィールド郡区 - ウィンザー郡区 |